# Bcl-2
لنفومای ۲ لنفوسیت‌های بی (انگلیسی: B-cell lymphoma 2) که بیشتر با نام اختصاری Bcl-2 شناخته می‌شود، یک پروتئین است که در انسان توسط ژن «BCL2» کُدگذاری می‌شود. این مولکول یکی از اعضای اصلی خانواده Bcl-2 است که در ساماندهی بیان ژن و همچنین القا یا مهار آپوپتوز نقش دارند. این مولکول نخستین تنظیم‌کنندهٔ آپوپتوزی بود که در موجودات زنده کشف شد. پروتئین Bcl-2 یکی از نخستین پروتئین‌هایی که در جریان کشف فرایند جابه‌جایی کروموزومی میان کروموزوم‌های ۱۴ و ۱۸ در لنفوم فولیکولار شناسایی شد. اُرتولوگ‌های این پروتئین در بسیاری از پستانداران کشف شده و نقشهٔ کامل ژنی آن در دسترس است. همچون BCL3، BCL5، BCL9، BCL7A، BCL6 و BCL10، این پروتئین نیز نقش مهمی در سرطان لنفوم دارد.

## ایزوفرم‌ها
دو ایزوفرم این مولکول، یعنی ایزوفرم‌های ۱ و ۲، تاشدگی مشابهی دارند. اما توانایی متفاوت این ایزوفرم‌ها در اتصال به پروتئین‌های BAD و BAK1 و همچنین توپولوژی ساختمانی و پتانسیل الکتریکی شیارهای اتصالی آنان نشان می‌دهد که فعالیت‌های ضد آپوپتوزی مختلفی از یکدیگر دارند.

## اهمیت بالینی
آسیب به ژن سازندهٔ Bcl-2 در بروز چندین نوع سرطان از جمله ملانوما، سرطان پستان، سرطان پروستات، لوسمی مزمن لنفاوی و سرطان ریه (کارسینومای سلول کوچک) نقش دارد. همچنین نقص ژنی BCL2 ممکن است سبب‌ساز اسکیزوفرنی و اختلالات خودایمنی شود. علاوه بر اینها، این پروتئین در شکل‌گیری مقاومت‌های درمانی در سرطان حائز اهمیت است.

## تعامل‌های شیمیایی

خلاصه‌ای از مسیرهای پیام‌رسانی سلولی که در آپوپتوز نقش دارند.

پروتئینِ Bcl-2 با مولکول‌های زیر تعامل پروتئین-پروتئین دارد:
- BAK1,[۱۵][۱۶]
- BCL2L1,[۱۵][۱۷]
- BID,[۱۸][۱۹]
- BNIP2,[۲۰][۲۱]
- BNIP3,[۲۱][۲۲]
- BNIPL,[۲۰][۲۳]
- RAD9A,[۲۴]
- BAD[۱۸][۲۵]
- BAX,[۱۵][۲۴][۲۶][۲۷]
- BIK,[۱۸][۲۸]
- C-Raf,[۲۹]
- کاسپاز ۸,[۳۰][۳۱]
- SMN1,[۳۲]
- SOD1,[۳۳]
- BCL2L11,[۱۸][۳۴][۳۵]